# Харьковская правозащитная группа
Харьковская правозащитная группа (ХПГ) (укр. Харківська правозахисна група) — одна из старейших и наиболее активных украинских правозащитных организаций. Как отдельное юридическое лицо ХПГ была зарегистрирована в ноябре 1992 года, но как правозащитная группа Харьковского «Мемориала» была известна ещё с 1988 года, а отдельные члены ХПГ принимали участие в правозащитном движении 1960-х — 80-х годов.
ХПГ сотрудничает с такими международными и зарубежными организациями, как Международная амнистия, Human Rights Watch, Ассоциация по предупреждению пыток, Комитеты ООН против пыток и правам человека, ОБСЕ, Европейский комитет по предупреждению пыток и жестокого обращения, Московская Хельсинкская группа, Международное Общество «Мемориал», Российский институт прав человека.

## Направления работы
Организация заявляла следующие направления:
- помощь лицам, чьи права нарушены
- общественные расследования фактов нарушения прав человека; правовое просвещение, пропаганда правозащитных идей через публичные мероприятия и издательскую деятельность
- анализ положения с правами человека на Украине (прежде всего гражданскими правами и свободами)

### Основные виды деятельности
- Защита лиц, чьи права нарушены органами власти или должностными лицами (с 1988 г.)
- Создание информационной сети правозащитных организаций (с 1992 г.)
- Подготовка и издание историко-мемориальной серии, посвящённой сопротивлению тоталитарному режиму СССР (с 1992 г.)
- Пропаганда, распространение информации и знаний о правах человека среди органов государственной власти и местного самоуправления, негосударственных организаций и отдельных заинтересованных лиц (с 1993 г.)
- Преподавание прав человека для различных социальных и профессиональных групп (с 1993 г.)
- Поддержка общественной приёмной и библиотеки с открытым доступом (с 1995 г.)
- Анализ положения с правами человека на Украине (с 1995 г.)
- Проведение ежегодного Всеукраинского конкурса ученических и студенческих работ на лучшее эссе по правам человека (вместе с Международным обществом прав человека, с 1996 г.)
- Мониторинг и защита свободы выражения взглядов и прайвеси (с 1996 г.)
- Мониторинг и защита права на свободу от пыток и жестокого обращения (с 1996 г.)
- Службы безопасности в условиях конституционной демократии (с 1996 г.)
- Исследование по истории диссидентского движения на Украине. Создание биографического словаря диссидентов и списка лиц, репрессированных по политическим мотивами в 1953—1988 г. (с 1996 г.)
- Создание и поддержка информационного ресурса «Права человека на Украине» (с 2000 г.)
- Исследование проблемы дискриминации и неравенства на Украине по признаку расы, цвета кожи, этнической принадлежности, религии, языка (с 2002 г.)

## Некоторые проекты
- Создание виртуальной библиотеки по правам человека на Украине (декабрь 2006 г. — июнь 2007 г.)
- Создание национальной системы предупреждения пыток и дурного обращения на Украине (ноябрь 2006 г. — январь 2008 г.)
- Мониторинг, защита и подготовка регионального отчета по правам человека и национального отчета по правам человека «Права человека на Украине — 2006» (июль 2006 г. — июнь 2007 г.)
- Анализ проблемы переполненности в СИЗО (январь 2006 г. — февраль 2007 г.)
- Мониторинг, защита и подготовка регионального отчета по правам человека и национального отчета по правам человека «Права человека на Украине — 2005» (июль 2005 г. — июнь 2006 г.)
- Правовой та общественный мониторинг кампании по выборам президента на Востоке и Юге Украины и защита прав избирателей в ходе третьего тура выборов (декабрь 2004 г. — май 2005 г.)
- Мониторинг, защита и подготовка регионального отчета по правам человека и национального отчета по правам человека «Права человека на Украине — 2004» (июнь 2004 г. — апрель 2005 г.)
- Обеспечение прав человека (февраль 2005 г. — январь 2008 г.)
- Создание механизмов сотрудников правозащитных организаций (август 2003 г. — июль 2004 г.)
- Кампания против пыток и жестокого обращения на Украине (июль 2003 г. — июль 2006 г.)
- Освещение военных и гражданских жертв конфликта на востоке Украины (с 2014 г.)[6]
- Участие в отчётах о соблюдении прав человека в Украине (2019—2022)[8][9][10]
- Участие в отчётах о соблюдении прав ЛГБТ в Украине (с 2021 г.)[4]

### Издания ХПГ
ХПГ выпускали «Историю правозащитного движения и политических репрессий», специальные выпуски бюллетеня «ПРАВА ЧЕЛОВЕКА» и отдельные издания.

## Награды
- Премия ЕС/США «За демократию и гражданское общество» (1998)[11]